# Cristalline
Pour l’article ayant un titre homophone, voir Cristaline.
Pour les articles homonymes, voir Cristalline (homonymie).

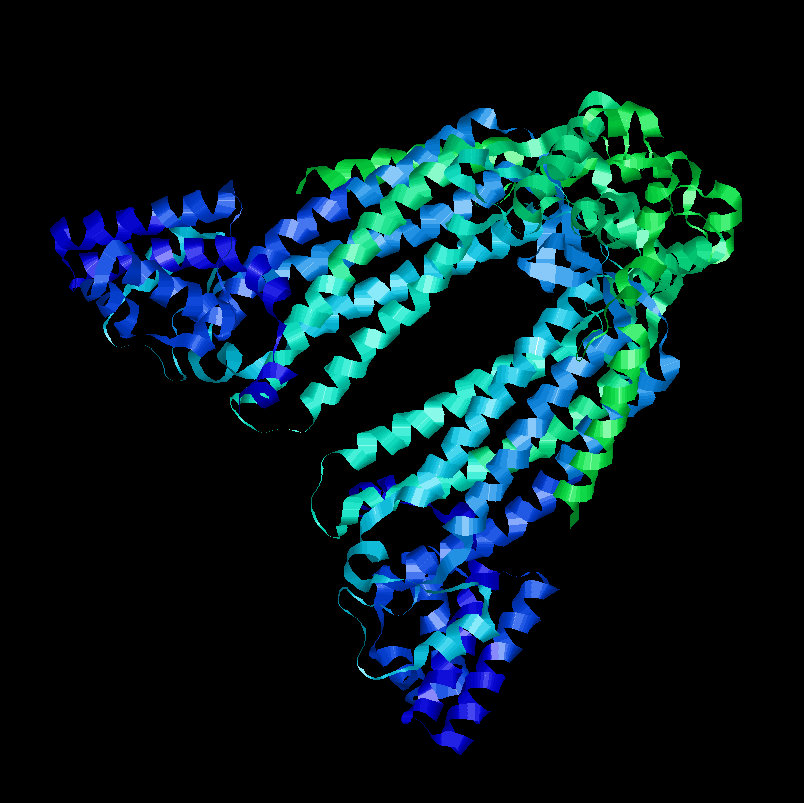
Modélisation d'une cristalline δ1 de canard, pourvue d'une activité enzymatique argininosuccinate lyase.

Une cristalline est une protéine structurelle soluble dans l'eau présente naturellement dans le cristallin et la cornée de l'œil, dont elle assure la transparence. Des cristallines ont également été identifiées dans d'autres tissus, tels que le cœur et certaines tumeurs agressives du cancer du sein,.

## Classification
Les cristallines des vertébrés sont rangées en trois classes principales, dites α (alpha), β (bêta) et γ (gamma), selon l'ordre dans lequel elles sont éluées dans une colonne de chromatographie d'exclusion stérique. Les cristallines β et γ sont semblables du point de vue de leurs structures primaire, secondaire et tertiaire, et sont ainsi regroupées en cristallines βγ. Ces classes de cristallines constituent la majorité des protéines du cristallin et sont présentes chez tous les vertébrés, bien que les cristallines γ soient rares ou absentes chez les oiseaux ; ces derniers et les reptiles possèdent en revanche une cristalline δ (delta) qui leur est spécifique,, et il existe encore d'autres cristallines spécifiques à certains taxons telles que les cristallines ε (epsilon), ζ (zêta), ι (iota) et τ (tau).

## Fonction biologique
Les cristallines auraient pour fonction première d'accroître l'indice de réfraction mais pas l'absorbance du cristallin. Elles auraient également d'autres fonctions métaboliques et régulatoires, à la fois dans le cristallin et dans d'autres parties du corps. D'autres protéines contenant des domaines de cristallines βγ ont été caractérisées, telles que des protéines de liaison du calcium ayant un motif en clé grecque qui n'avait jusqu'alors pas encore été observé pour lier le calcium. Depuis qu'il a été montré que des lésions du cristallin sont susceptibles de favoriser la régénération des cellules nerveuses, les cristallines font l'objet de recherches neurologiques. À ce jour, il a pu être établi que la cristalline β b2 peut être un facteur favorisant le développement des neurites.
De façon remarquable dans une perspective évolutive, certaines cristallines possèdent une activité enzymatique, tandis que d'autres en sont dépourvues mais possèdent des analogies avec d'autres enzymes,. Des cristallines sont présentes chez tous les eucaryotes. Les cristallines de différents groupes d'organismes sont liées à un grand nombre de protéines différentes, celles des oiseaux et des reptiles étant liées à la lactate déshydrogénase (EC 1.1.1.27) et à l'argininosuccinate lyase (EC 4.3.2.1), celles des mammifères à l'alcool déshydrogénase (EC 1.1.1.1) et à la NADPH:quinone réductase (EC 1.6.5.5), et celles des bivalves et des céphalopodes à la glutathion S-transférase (EC 2.5.1.18) et à l'aldéhyde déshydrogénase (EC 1.2.1.3). Les recherches sont toujours en cours pour tenter de déterminer si les cristallines résultent de l'apparition fortuite d'enzymes qui se sont révélées être transparentes et très solubles dans l'eau, ou bien si les diverses fonctions enzymatiques qu'elles sont susceptibles de revêtir sont indispensables au métabolisme du cristallin. Le recrutement de protéines qui sont apparues au cours de l'évolution avec une fonction pour en assurer également une autre indépendante de la première est un exemple d'exaptation.

## Structure

### Cristallines α
Les cristallines α se présentent en grands agrégats comprenant deux types de sous-unités apparentées (A et B) très semblables aux petites protéines HSP (Heat Shock Proteins) de 15 à 30 kDa, notamment dans leur moitié C-terminale. Il s'agit d'un exemple classique de duplication de gènes suivie d'une divergence fonctionnelle, survenue dans ce cas-ci sans doute avant l'apparition des yeux au cours de l'évolution dans la mesure où on retrouve ces cristallines dans d'autres tissus.
Les cristallines α agissent comme des protéines chaperon ayant la faculté d'empêcher la précipitation de protéines dénaturées et d'accroître la résistance des cellules au stress. Ces propriétés pourraient être importantes pour maintenir la transparence du cristallin et prévenir la cataracte, ce que laisse également penser l'observation d'une association entre des mutations de cristallines α et la survenue d'une cataracte.
Le domaine N-terminal n'est pas nécessaire à la dimérisation ni à l'activité chaperon des cristallines α mais semble intervenir dans la formation d'agrégats d'ordre supérieur,.

### Cristallines β et γ
Les cristallines β et γ forment une famille distincte,. Elles sont constituées de deux domaines semblables reliés par un court peptide de connexion, ces deux domaines étant chacun à leur tour formés de deux motifs semblables d'une quarantaine de résidus d'acides aminés repliés en une structure caractéristique en clé grecque caractéristique. Les cristallines β sont des oligomères tandis que les cristallines γ sont des monomères.